# Ordem do Ponche Verde
A Ordem do Ponche Verde é uma ordem honorífica do estado de Rio Grande do Sul, criada por decreto estadual, em 1972, por ocasião do sesquicentenário da Independência Brasileira, em homenagem a personalidades nacionais e estrangeiras dignas de gratidão. A distinção lembra o episódio de Ponche Verde, onde os revolucionários acertaram com Luís Alves de Lima e Silva, o Duque de Caxias, a pacificação da Província do Rio Grande do Sul, finda a Revolução Farroupilha.